# Nasa anderssonii
Nasa anderssonii är en brännreveväxtart som beskrevs av Weigend. Nasa anderssonii ingår i släktet färgkronor, och familjen brännreveväxter. Inga underarter finns listade i Catalogue of Life.